# Låtarna lever: folkmusik från Rättvik och Ore
Låtarna lever: folkmusik från Rättvik och Ore är ett musikalbum av Magnus Bäckström och Per Gudmundson, utgivet 1976 av Giga Folkmusik. Skivan är ett möte mellan Ore- och Rättvikslåtar där Bäckström är mer förankrad i Orelåtarna, medan Gudmundson har närmare kontakt med Rättviksmusiken och förkärlek till spelmän som Petters Erik (även kallad "Bock Jerk"), Börjes Olle och Blank Anders.
De spelar nästan uteslutande traditionella låtar förutom Hans Dalfors polska "Sammeles Annas brudpolska". Dalfors skulle medverka på ett bröllop där han hade förälskad sig i bruden som skulle gifta sig, och låten blev en kärleksförklaring till henne.

## Låtlista
Alla låtarna är traditionella om inget annat anges.

### Sida A
1. "Polska efter Pers Erik" – 1:45
2. "Gånglåt efter Dalfors" – 2:07
3. "Polska efter Blank Kalle" – 1:49
4. "Polska efter Monis Olle" – 1:26
  - Solo: Per Gudmundson
5. "Vallåtspolska efter Knuter Jon"– 1:54
6. "Visa efter Pers Erik" – 2:24
7. "Visa efter Röjås Kersti" * – 1:47
8. "Polska efter Timas Hans" – 2:14
9. "Stjuls efter Perols Gudmund" * – 1:39

### Sida B
1. "Polska efter Petters Erik 'Bock Jerk'" * – 1:48
2. "Polska efter Timas Anders" – 1:55
3. "Polska efter Dalfors" – 1:57
4. "Polska efter Timas Hans" – 2:36
5. "Polska efter Timas Anders" – 1:49
6. "Polska efter Stor Mats" – 2:01
7. "Polska efter Börjes Olle" * – 2:04
8. "Sammeles Annas brudpolska av Dalfors" – 2:14
  - Solo: Magnus Bäckström
9. "Hornlåt eller visa efter Lissmats Anna" – 1:59

Total tid: 31:28
* = Bäckström andrastämma, i övrigt spelar Gudmundson stämma.

## Medverkande
- Magnus Bäckström — fiol
- Per Gudmundson — fiol